# Irena Jaśnikowska
Irena Stefania Jaśnikowska-Pflaum, ps. „Jasna”, „Zielonkówna” (ur. 8 sierpnia 1912 w Czortkowie, zm. ?) – polska lekkoatletka, koszykarka, siatkarka, hazenistka.

## Kariera
Jako lekkoatletka reprezentowała kluby Cracovia (1925-1935) i AZS Warszawa (1935), mając wybitne wyniki w lekkiej atletyce, szermierce i strzelectwie. Była pierwszą poznanianką, która została powołana do reprezentacji Polski w lekkiej atletyce. Rekordzistka kraju w rzucie dyskiem oburącz oraz oszczepem
W mistrzostwach Polski w koszykówce zdobywała medale: złoty (1929 – Cracovia, 1937, 1938 – AZS Warszawa) i brązowy (1930). 12-krotnie reprezentowała Polskę, a w 1938 zdobyła brązowy medal mistrzostw Europy
W mistrzostwach Polski w siatkówce zdobywała medale: złoty (1935, 1938, 1946 – AZS Warszawa).
W mistrzostwach Polski w hazenie zdobywała medale: złoty (1934, 1936).
Absolwentka Centralnego Instytutu Wychowania Fizycznego w Warszawie. 
Była nauczycielką wychowania fizycznego oraz trenerką lekkoatletyki w Krakowie. 